# Système d'information financière de l'État
Le Système d'information financière de l'État, abrégé en Sife, comprend l'ensemble des applications financières des administrations centrales et déconcentrées de la République française.
Ces applications sont au nombre de deux : accord et chorus (logiciel). Elles participent à un des domaines financiers du budget, des dépenses, des recettes ou de la comptabilité de l'État. Elles sont déployées en central ou en déconcentrée. Elles sont utilisées par un ou plusieurs ministères. 
L'Agence pour l'informatique financière de l'État (AIFE) est chargée d'urbaniser le Sife. Il s’agit d’inscrire les besoins informatiques des administrations dans un plan d’ensemble du système d’information financière de l’État.